# Fal·làcia de Van Gogh
La fal·làcia de Van Gogh és el nom amb què el filòsof britànic Nigel Warburton exemplifica una fal·làcia, del tipus afirmació del conseqüent. Aquest tipus de fal·làcia es dona en aquells raonaments en què la conclusió està basada exclusivament en el conseqüent, prescindint de l'antecedent (vegeu modus ponens).
La fal·làcia porta el nom de Van Gogh perquè utilitza la figura del pintor per exemplificar-la: 
Van Gogh va ser un artista incomprès que va viure en la pobresa més extrema, però finalment ha estat reconegut com un dels millors artistes del món.
Jo sóc un incomprès i sóc pobre.
Per tant, jo també seré reconegut com un dels millors artistes del món.
Tot i que l'argument sembla encoratjador i dona esperança a artistes que lluiten per ser reconeguts, no és vàlid i no s'hauria de prendre com a tal. La fal·làcia de Van Gogh és problemàtica ja que afavoreix el pensament il·lusori i molt sovint comporta conseqüències desagradables, tal com apunta el mateix Nigel Warburton.
Tenir alguns atributs de poca importància en comú amb una altra persona no pressuposa que t'hagi d'ocórrer o hagis d'esperar el mateix futur d'aquesta altra persona. En el cas de la fal·làcia de Van Gogh, compartir els atributs incomprès i pobre amb el pintor holandès no equival a compartir el mateix destí (és a dir, ser reconegut com un gran artista). Això només seria cert si es donés una correlació un a un entre els dos factors i, com és obvi, no és el cas: hi ha molta més gent a la categoria incompresa i no reconeguda que no genis o artistes excepcionals. (Vegeu Cum hoc ergo propter hoc). L'únic que es garanteix en aquest cas és que el fet de ser incomprès i viure en la pobresa no descarta la possibilitat d'assolir grandesa i reconeixement.
L'ús de la paròdia és una bona manera de demostrar la feblesa d'aquest tipus d'argumentació exemplificat en la fal·làcia de Van Gogh. Per exemple: 
Albert Einstein té cara i és un físic conegut. Jo també tinc cara i, per tant, també seré un físic conegut.
Expressat així, es fa evident la inconsistència de l'argument fins al punt d'esdevenir ridícul. Compartir característiques superficials i trivials similars amb una gran persona no significa que hom hagi de compartir, també, els mateixos atributs pels quals aquesta persona és considerada excepcional.